# バロン (聖獣)

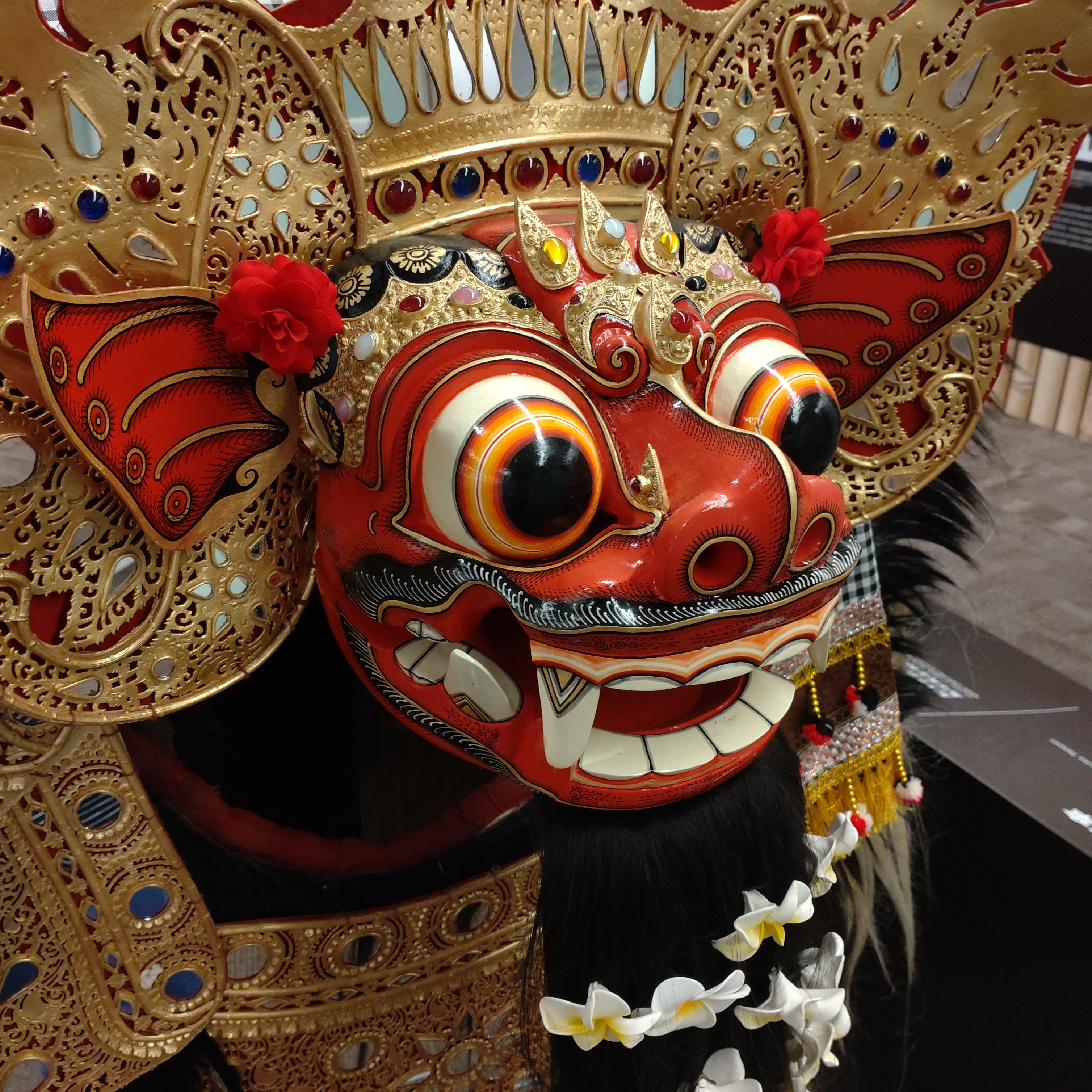
聖獣バロン

バロン（Barong）は、インドネシアのバリ島に伝わる獅子の姿の聖獣。別名バナスパティ・ラジャ（森の王）。

## 伝説
森の「バナス・パティ」（良気）の顕現であり、バリ・ヒンドゥーの善の側面を象徴しており、反対に悪の象徴である魔女ランダと対を成す。たとえ倒されても必ず復活しランダと永劫の戦いを続けるとされる。ここから、バロンはあらゆる災害を防ぐ力をもつと信じられており、デサ（村）の寺院の一隅に収められ、日々、供物と祈りの対象となっている。全身に輝く鏡の小片をつけた獅子の姿で表されるのが普通である。

## チャロナラン劇におけるバロン
ガルンガンをはじめとする、バリの暦であるウク暦の祭礼日には、バロンダンスという悪霊ばらい、疫病祓いの舞台劇（チャロナラン劇）が行われる。バリの村人たちはバロンは踊り好きであると信じており、バロンが踊る祭礼は数多く有る。
バロンの造形は、唐代に中国から東南アジアに伝播した獅子に類似している。祭礼で使われるバロンは、呪力を持つとされる布で覆われた長い胴体を持つ動物であり、村によってイノシシ、トラ、ウシ、イヌなど、異なった動物を象徴している。中でもバロン・クトットと呼ばれる最高位のバロンは、現実には実在しない神聖な動物を象っている。バロンの頭部はふさふさとした白い毛と、強力な呪力を持つとされる人毛で作られたあご髭と、金と目打ちされた皮で装飾された仮面を被っている。
バロンダンスは19世紀以前はジャワ島でも行われていたが、現在、儀礼の中で重要な位置を占めるのはバリ島だけである。バロンダンスは聖職者によって、安置されたバロンに対して細々とした儀式がとり行われた後に、寺の境内でガムランの伴奏にあわせて2人の男性によって操られる。複数のストーリーが存在するが、善の力と悪の力の抗争というテーマで共通している。
1930年代から、島を訪れる外国人の観光客向けにバロンダンスの公演が行われるようになった。本来の儀礼は3時間以上に及び、初期の公演は観光客にとっては都合の良いものではなかった。また、トランス状態に陥った踊り手達がナイフで自分自身を刺したり、トランス状態から離脱するために生きた鶏をむさぼり食うといったシーンが外国人の目からは不快な蛮行と映り不評を買った。そのことに気付いたイ・マデ・クルドゥクという踊り手が時間を短縮した筋書きを考案し、現在の公演の基本となった。その後、会話を減らす、ドタバタ劇を盛り込む、過激なトランス状態などの不快なシーンをなくすなど、言語や文化に関わらず楽しめる形に変化していった。観光客向けとは言え、村人たちはバロンへの畏敬の念や儀礼を欠かすことはない。また、公演の品質も政府の審査員やバリ人の観光ガイドによって維持されている。

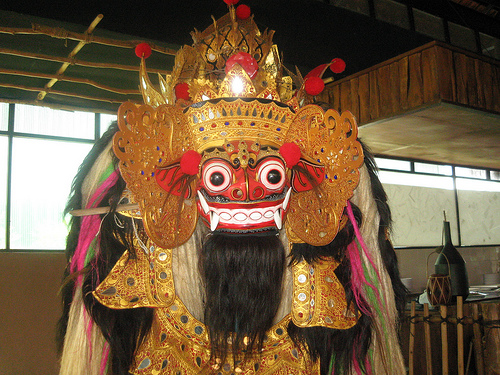
バロン
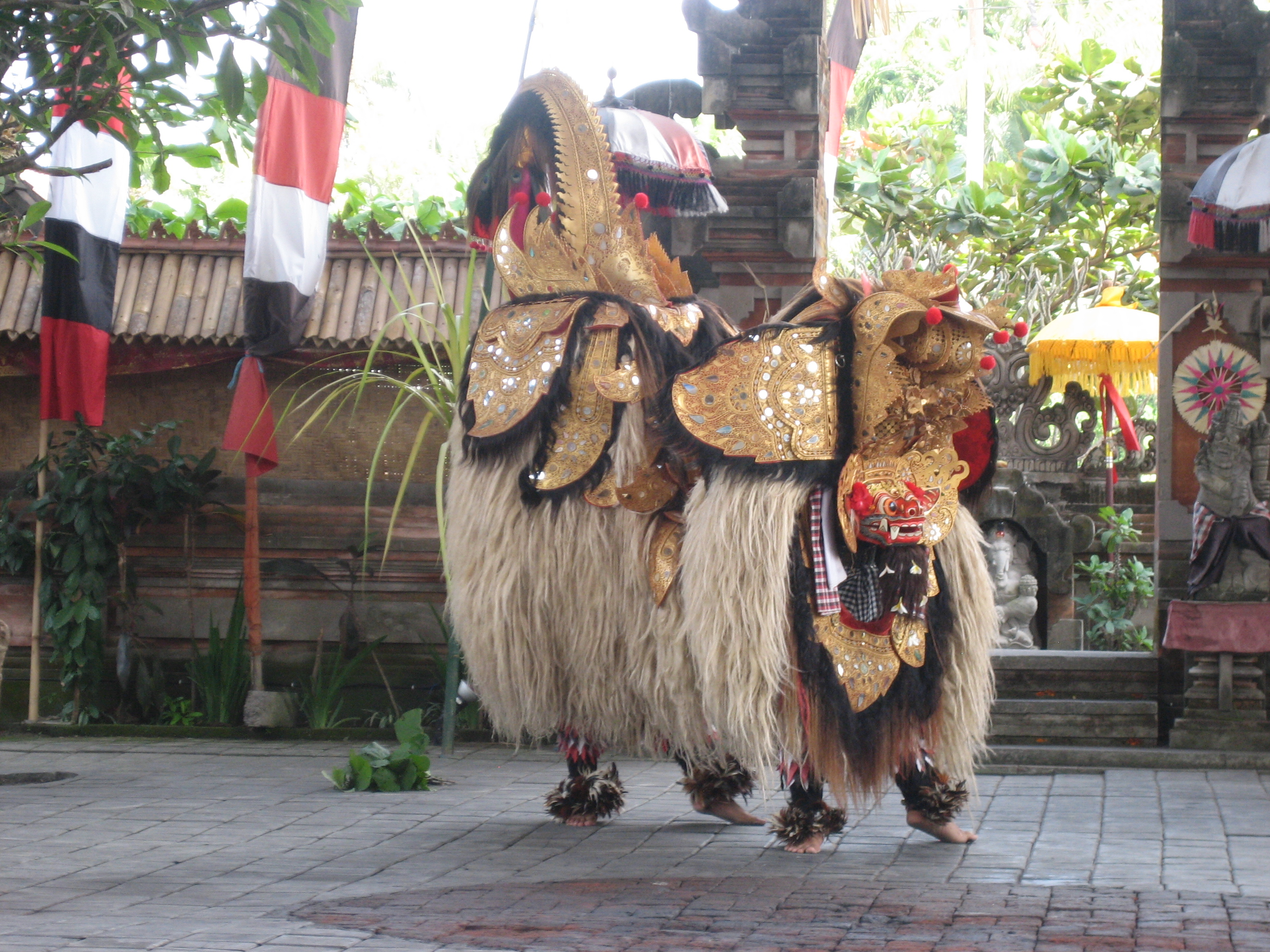
バロン
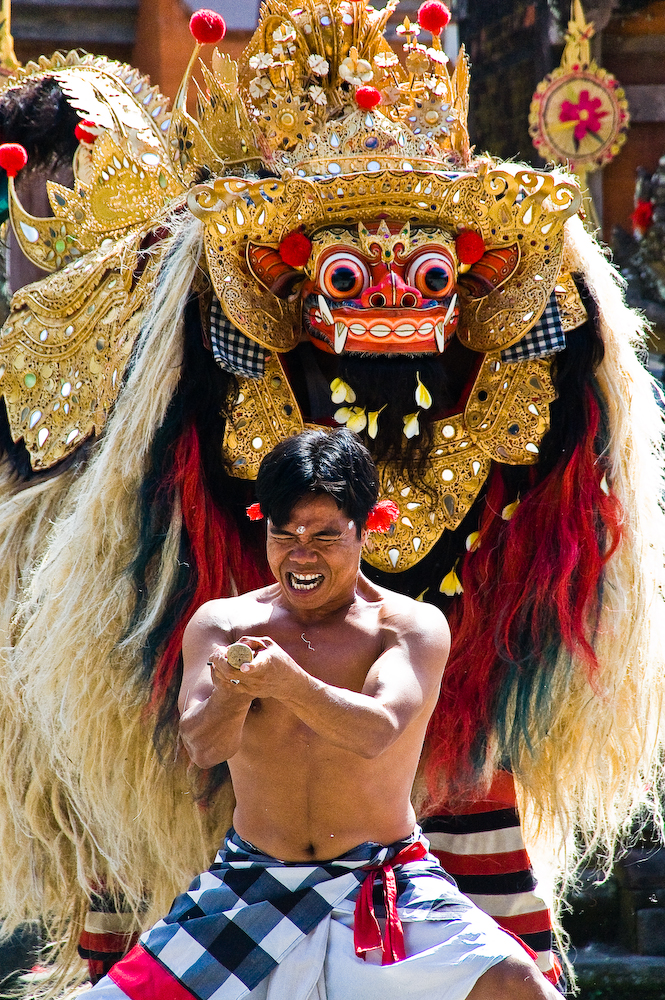
バロンとダンサー
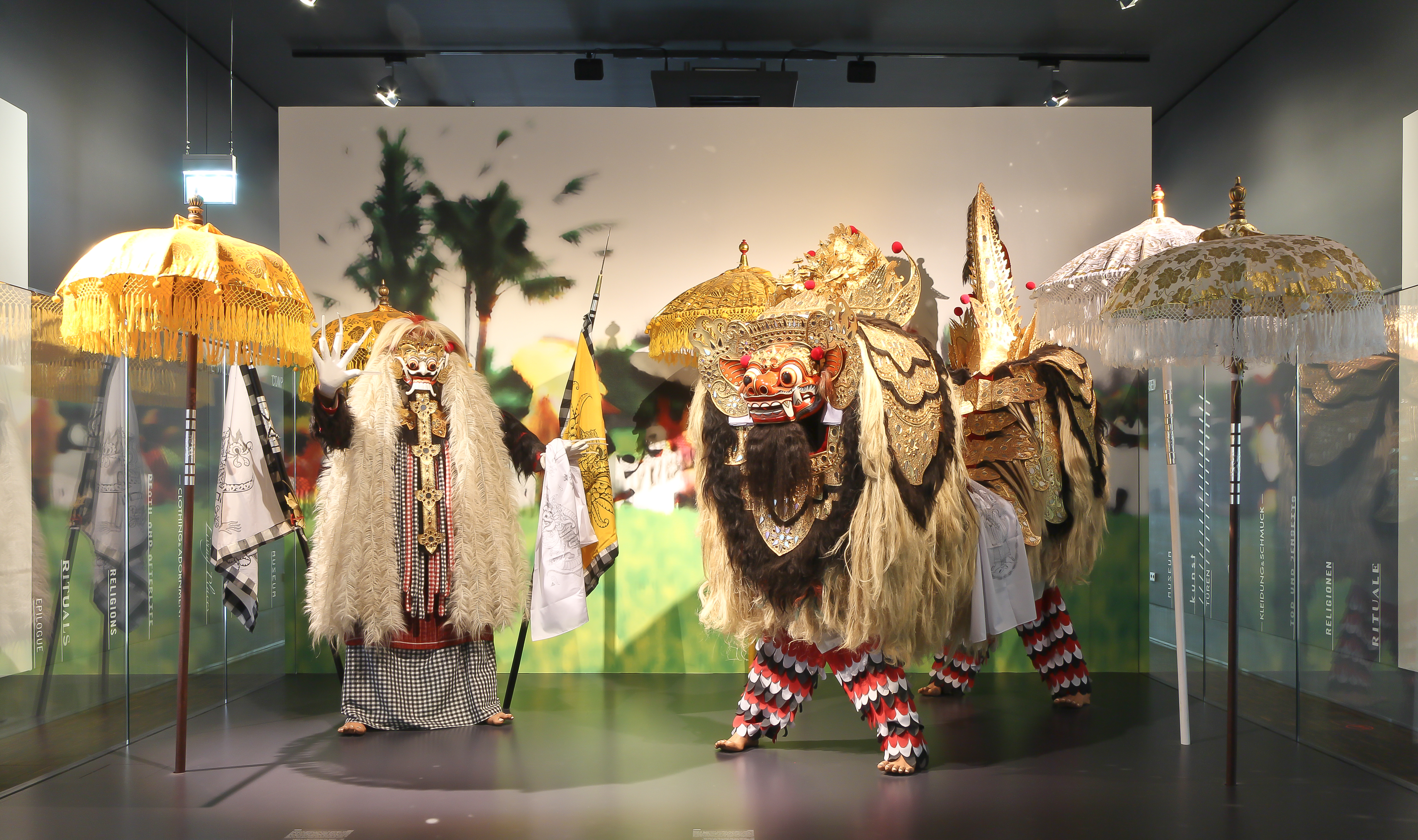
ランダとバロン
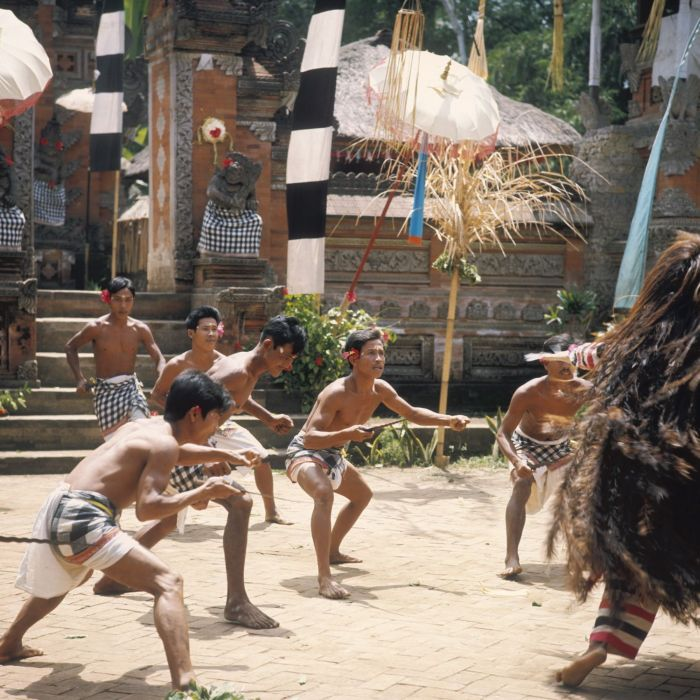
ダンサーとランダのパフォーマンス